# 阿旺次仁
阿旺次仁，中国西藏人，中华人民共和国政治人物、全国脱贫攻坚先进个人。

## 生平
阿旺次仁任拉萨市文创园区同心苑社区党支部书记。因在脱贫攻坚战中作出突出贡献，2021年2月25日全国脱贫攻坚总结表彰大会上，阿旺次仁被授予“全国脱贫攻坚先进个人”。